# Tagebau Koschen
Der Tagebau Koschen ist ein ehemaliger Braunkohletagebau und lag größtenteils im Gebiet des heutigen Freistaates Sachsen nordwestlich von Hoyerswerda und teilweise in Brandenburg.

## Geschichte
Der Braunkohletagebau Koschen wurde 1952 südöstlich der Stadt Senftenberg aufgeschlossen.
Ab 1955 konnte die erste Kohle gefördert werden. 1972 wurde der Tagebau stillgelegt und zum Geierswalder See geflutet.

## Überbaggerte Orte
- Kleinkoschen (teilweise): 1951
- Sedlitz (teilweise): 1962/63
- Lieske (teilweise): 1962–67
- Scado: 1964
- Groß Partwitz: 1969
- Sorno: 1971/72
- Rosendorf: 1971/72